# Procédé thermochimique

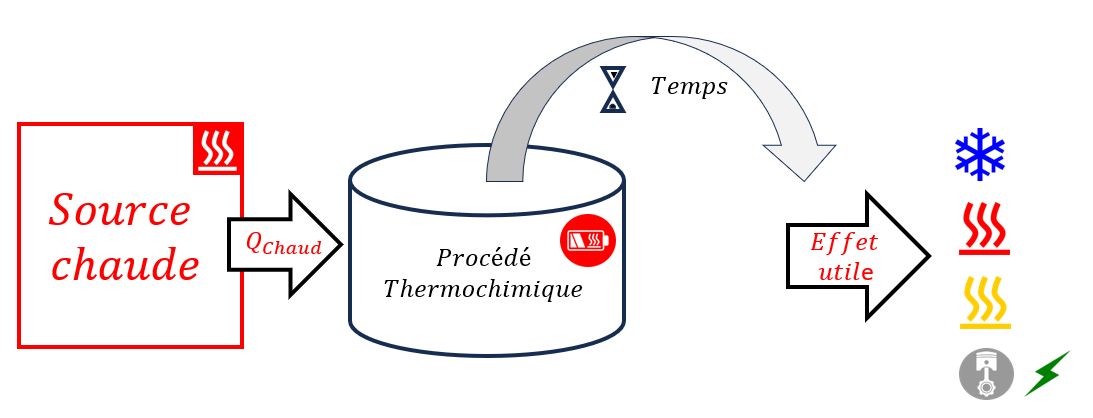
Schéma de principe d'un procédé thermochimique faisant intervenir une source chaude et produisant un effet utile déphasé dans le temps.

Un cycle thermochimique est un cycle thermodynamique qui exploite le phénomène de sorption chimique par lequel un gaz, le sorbat, se lie à un matériau sorbant solide. Cette réaction réversible met en jeu un échange de chaleur qui peut être exploité pour produire un service énergétique (stockage de chaleur sous forme de potentiel chimique, production de froid ou de chaleur). Il s'agit de machines tri-thermes qui fonctionnent grâce à de l'énergie thermique fournie par une source chaude. Cette énergie thermique peut être issue de sources telles que la combustion d'hydrocarbures ou de biomasse, l'énergie solaire concentrée ou non, ou la chaleur fatale industrielle.  Cette source chaude est valorisée au sein du réacteur thermochimique, dans lequel siègent les réactions de synthèse et de décomposition. Un tel cycle a de multiples applications.

## Histoire
La thermochimie a connu ses premières apparitions en science au XIXe siècle dans les travaux expérimentaux de De Saussure et de Faraday. Ils souhaitaient produire de l'ammoniac liquide et ont pour cela adsorbé de l'ammoniac gazeux dans un sel réactif (chlorure d'argent) puis désorbé cette espèce en chauffant le sel pour le condenser dans un condenseur.
Au XXe siècle naît la première machine à froid thermochimique et en 1960 a lieu sa première commercialisation. Elle reposait sur le couple ammoniac/chlorure de calcium.
À l'apparition des machines à compression mécanique de vapeur, la recherche sur les cycles thermochimiques ralentit, mais elle reprend à la suite du premier choc pétrolier dans les années 1970. Peu après, les machines à absorption attirent l'attention des industriels avant d'être délaissées. Elles sont à nouveau considérées dans les années 1980, à la suite de l'interdiction des HFC et CFC comme fluides caloporteurs. Depuis, la recherche avance sur ces systèmes, des centaines d'articles sont parus et des cycles de conférences ont lieu sur le sujet, qui s'articulent autour de l'optimisation des rendements du procédé.

## Enjeux environnementaux
Les systèmes thermochimiques permettent un stockage de l'énergie et une valorisation de la chaleur à basse température et fonctionnent avec des fluides naturels tels que l'eau et l'ammoniac.
Le stockage d'énergie permet une synergie avec les systèmes de conversion d'énergie renouvelable, qui sont de nature intermittente et nécessitent donc un stockage qui pose problème. L’intérêt du stockage thermochimique provient de sa forte densité énergétique et du fait que le cycle n'occasionne pas de pertes dans le temps lors de la phase de stockage (entre les phases de charge et de décharge).
La valorisation de chaleur fatale est liée au gisement colossal d'énergie sous forme de chaleur dû aux pertes énergétiques des procédés. En effet, 72 % de l'énergie primaire mondiale (comptabilisée avant toute conversion, sans aucune perte) est rejetée sous forme de chaleur, dont 63 % à des températures inférieures à 100 °C. La valorisation de ces rejets de chaleur est un enjeu de grande importance et les cycles thermochimiques sont l'une des voies permettant d'y contribuer. En effet, ils s'appuient sur des sources de chaleur capables d'utiliser de la chaleur à basse température.

## Réaction inversible solide gaz
Les réactions chimiques étudiées, qui font référence à la thermodynamique chimique, reposent sur la réaction entre un sorbat gazeux et un sorbant solide. Il s’agit d’une sous-catégorie de sorption. Aussi appelé sorption chimique ou chimiesorption, ce phénomène diffère de l’absorption et de l’adsorption physique, qui mettent en jeu des interactions de faible intensité (de type Van der Waals)Modèle:Refinsf. C’est ici la structure moléculaire qui est modifiée (liaison covalente). Ces procédés reposent sur l’équilibre chimique suivant :
{\displaystyle {\ce {S_0 +\nu.G <=>[1][2] S_1 + \Delta H_{sorb}}}}
Dans le sens 1, la réaction de synthèse (ou d’absorption) est mise en jeu. Ainsi, {\displaystyle {\ce {\nu}}} moles de gaz G réagissent avec le sorbant solide {\displaystyle {\ce {S_0}}} déchargé à l’état initial. Alors, la nouvelle espèce solide {\displaystyle {\ce {S_1}}} est créée par fixation du sorbat sur le sorbant. Ce phénomène exothermique libère la chaleur {\displaystyle {\ce {\Delta H_{sorb}}}}. Dans le sens 2, la réaction de décomposition (ou désorbtion) permet à {\displaystyle {\ce {S_1}}} de libérer du gaz sous l’effet d’un apport de chaleur car cette deuxième réaction est endothermique.
La chaleur de réaction (ou enthalpie de réaction) associée au sens 1 (synthèse) s’exprime par :
{\displaystyle {\ce {\Delta_{r}h =h_1 -h_0-\nu . h_{G}}}}
L’enthalpie molaire de réaction représente l’énergie sous forme thermique nécessaire à l'adsorption d'une mole de gaz. Celle-ci peut s’exprimer en utilisant la relation :
{\displaystyle {\ce {\Delta_{r}H=-{\frac {\Delta_{r}h}{\nu}}}}}
D’après le calcul de la variance de Gibbs, les équilibres chimiques solide-gaz sont monovariants : la donnée d’un seul paramètre intensif détermine tous les autres à l’équilibre. L’équation de Clausius-Clapeyron décrit par exemple la relation univoque entre pression et température :
{\displaystyle {\ce {ln{\frac {P}{P_0}}=-{\frac {\Delta_{r}H}{RT}}+ {\frac {\Delta_{r}S}{R}}}}}
où {\displaystyle {\ce {\Delta_{r}S}}} et {\displaystyle {\ce {P_0}}} sont respectivement la variation d’entropie molaire de réaction pour la synthèse et la pression dans les conditions standard ({\displaystyle {\ce {P_0}}} = 1 bar).
Le solide {\displaystyle {\ce {S_0}}} déchargé est un sel réactif qui se charge en gaz au cours de la synthèse, formant {\displaystyle {\ce {S_1}}}.
On peut suivre l'avancement de la réaction X qui décrit la proportion molaire de sel synthétisé. On a donc X = 0 lorsque aucun sel n'est synthétisé (décomposition complète) et X = 1 lorsque la totalité du sel présent dans le réacteur est synthétisée. On fait donc intervenir {\displaystyle {\ce {N_0}}}, la quantité de matière de sel synthétisée à l'instant initial (en mole) et {\displaystyle {\ce {N_1}}} la quantité de matière de sel synthétisée à l'instant t. L'avancement de la réaction s'exprime comme le rapport :
{\displaystyle X={\frac {N_{1}}{N_{0}+N_{1}}}}

## Réactifs
Il est possible d'utiliser des fluides de travail divers en fonction de leurs propriétés thermodynamiques, leur coût économique ou leur toxicité. On considère par exemple {\displaystyle {\ce {H_2O}}}, {\displaystyle {\ce {NH_3}}} ou {\displaystyle {\ce {CO_2}}}. On s'intéresse dans cette section aux réactifs utilisables avec l'ammoniac {\displaystyle {\ce {NH_3}}}[pourquoi ?].
La recherche à mis en évidence expérimentalement les grandeurs {\displaystyle {\ce {\Delta_{r}H}}} et {\displaystyle {\ce {\Delta_{r}S}}} pour un grand nombre de réactifs réagissant avec l'ammoniac.

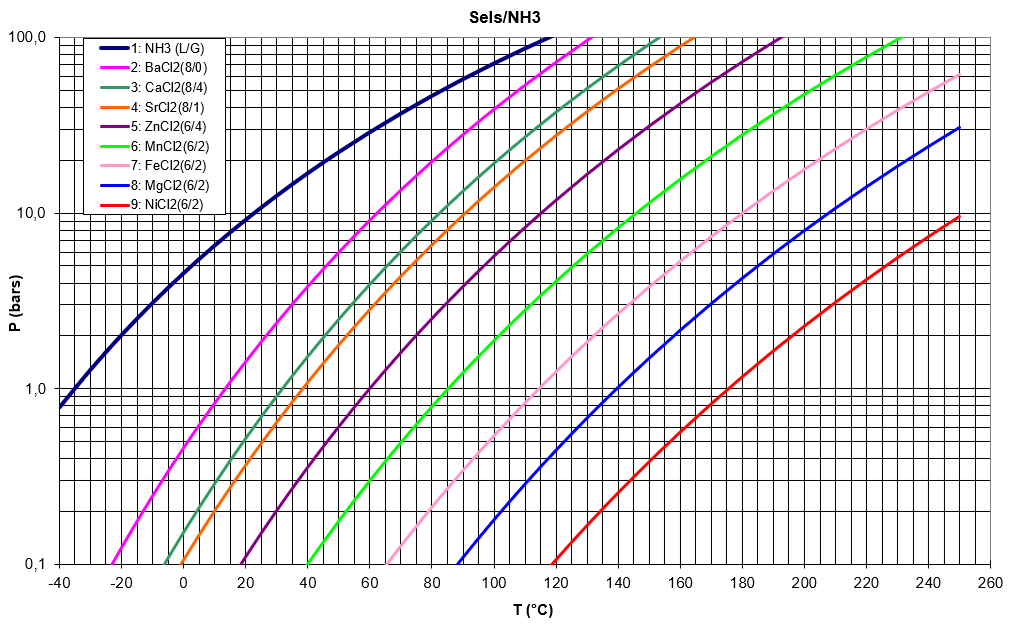
Représentation de quelques chlorures ammoniacates dans le diagramme de Clausius-Clapeyron.

Trois grandes catégories de sels sont généralement utilisées : les halogénures de métal (dont les chlorures ammoniacates[réf. nécessaire] font partie), les hydrures et les oxydes métalliques.
En ce qui concerne les sels, la notation {\displaystyle {\ce {BaCl_2(8 / 0)}}} permet de symboliser que la réaction de synthèse du {\displaystyle {\ce {BaCl_2(NH_3)_8}}} est obtenue à partir du {\displaystyle {\ce {BaCl_2(NH_3)_0}}}, c'est-à-dire {\displaystyle {\ce {BaCl_2}}} avec {\displaystyle {\ce {8(NH_3)}}}.
La figure ci-contre présente, dans le diagramme de Clausius-Clapeyron, les courbes d'équilibre de quelques chlorures ammoniacates réagissant avec l'ammoniac. L’équilibre liquide-vapeur de l’ammoniac est également représenté sur ce diagramme : c’est la courbe d’équilibre située le plus à gauche.
De tels diagrammes permettent de déterminer, pour une pression donnée, la température d’équilibre de couple solide/gaz considéré et de l’équilibre liquide/vapeur du sorbat. Par exemple, sous un bar, la température de l’équilibre liquide/vapeur de l’ammoniac est de −34 °C, alors que pour l’équilibre {\displaystyle {\ce {SrCl_2(8 / 1)}}}/{\displaystyle {\ce {NH_3}}}, elle est de 39 °C.

## Limites
Ces procédés mettent en œuvre un solide, or il est difficile d'assurer les transferts de masse et de chaleur dans celui-ci. Dans le cas des réacteurs thermochimiques à lit fixe, le procédé est intrinsèquement discontinu, tandis que pour des lits tombants ou entraînés (où les transferts sont facilités), ce sont les difficultés de convoyage du solide qui sont limitantes.
La recherche dans ce domaine a pour objectif d'améliorer les rendements et de rendre ces systèmes plus compétitifs. Des projets liant entreprise et laboratoire cherchent ainsi à concevoir des systèmes commercialisables. Les technologies exploitant les cycles thermochimiques sont développées par quelques entreprises comme ColdWay ou ColdInnov.

## Application
Le choix du couple réactif (solide-gaz) est primordial pour mettre en œuvre l'effet utile souhaité. Cela dépend de la source thermique disponible. 
Ces cycles permettent le stockage du fluide de travail sous forme liquide à la suite d'une condensation de la vapeur à haute pression en contact avec le puits ambiant.
Les cycles thermochimiques actuellement utilisés ou étudiés sont les suivants,, :
- cycle thermochimique pour la production de froid ;
- cycle thermochimique pour le stockage inter-saisonnier de l'énergie solaire ;
- cycle thermochimique pour le stockage d'énergie solaire concentrée ;
- cycle thermochimique à cogénération de froid et d'électricité ;